# シェアードビリーフ
シェアードビリーフ (Shared Belief) はアメリカ合衆国の競走馬である。主な勝ち鞍は2013年のキャッシュコールフューチュリティ、2014年のパシフィッククラシック、オーサムアゲインステークス、マリブステークス、サンタアニタハンデキャップ。

## 戦績

### デビュー前
2011年2月15日に誕生。セリには上場されず、スポーツ中継ラジオ司会者のジム・ローム（名義はJungle Racing LLC）にプライベートで売却された。

### 2歳（2013年）
殿堂入り調教師のジェリー・ホーレンドルファーの下に預けられ、2013年10月にゴールデンゲート競馬場でデビュー。初戦と2戦目をともに楽勝して迎えた3戦目のキャッシュコールフューチュリティも5馬身3/4差で圧勝し、無傷の3連勝でのG1制覇を果たした。
2歳時の3戦で2着馬に付けた着差は合計20馬身半に及んだ。エクリプス賞最優秀2歳牡馬の投票ではブリーダーズカップ・ジュヴェナイル勝ち馬のニューイヤーズデーを115票対99票で上回って選出された。

### 3歳（2014年）
ロバートB.ルイスステークスから始動予定だったが、右前足の蹄の膿瘍のため休養を余儀なくされ、アメリカクラシック三冠競走への出走は断念した。
5月26日のアローワンス競走で戦列に復帰し、復帰2戦目のロスアラミトスダービーはトラックレコードで快勝。古馬との初対戦となったパシフィッククラシックも快勝し、ブリーダーズカップ・クラシックの前哨戦オーサムアゲインステークスも制してデビューから無傷の7連勝を飾った。
ブリーダーズカップ・クラシックは同期の二冠馬カリフォルニアクロームらを抑えて1番人気に支持されたが、スタートで右隣のバイエルンが急激に内に切れ込み、左隣のモレノ(Moreno)とともに激しくぶつけられる形となる。この不利によって位置取りを悪くしてしまい、3歳馬3頭による上位争いには加われずに4着に終わり、生涯初の敗北を喫した。結果的に加害馬のバイエルンが優勝したことで着順変更を行わなかった主催者側には批判が相次いだ。サンタアニタ競馬場の裁決担当者は、シェアードビリーフとモレノが不利を受けたことは認めつつ、3着カリフォルニアクロームと4着シェアードビリーフの間に3馬身半の着差がついていたことから着順に明確な影響があったとは判断できないとした。しかし、騎乗したマイク・スミスは「普通にゲートを出られていれば間違いなく勝てていました。着差は3馬身程度ですが、スタートで少なくとも7馬身、8馬身のロスを受けましたから」と裁決に対して不満を示した
年内最終戦となったマリブステークスでは3ハロンの距離短縮で序盤追走に苦労しながらも直線の叩き合いをクビ差制してG1・4勝目を挙げた。

### 4歳（2015年）
始動戦のサンアントニオ招待ステークスでカリフォルニアクロームと対決し、1馬身1/2差をつけて快勝した。次戦のサンタアニタハンデキャップも楽勝してG1・5勝目を挙げる。
しかし、次戦のチャールズタウンクラシックステークスでレース途中に故障を発生し、競走を中止するアクシデントに襲われる。レース後の検査で右臀部の骨折が判明したものの、騎乗していたマイク・スミスが異変に気付いて速やかに競走を中止させたことが幸いし、競走能力には影響がないと診断された。
2015年12月3日、復帰に向けて調整中だったシェアードビリーフは朝の調教を終えて馬房に戻った後に疝痛を発症し、直ちにカリフォルニア大学デービス校の獣医学部に搬送された。胃腸穿孔を起こしている可能性があると診断され、緊急手術が施されたがその甲斐なく短い生涯を終えた。

### 競走成績
以下の内容は、Equibaseの情報に基づく。
| 出走日     | 競馬場             | 競走名                               | 格 | 距離   | 着順 | 騎手           | 着差     | 1着（2着）馬           |
| ---------- | ------------------ | ------------------------------------ | -- | ------ | ---- | -------------- | -------- | ---------------------- |
| 2013.10.19 | ゴールデンゲート   | 未勝利                               |    | AW6f   | 1着  | J.ヘルナンデス | 7馬身    | （Time Jumper）        |
| 0000.11.10 | ハリウッドパーク   | ハリウッドプレビューステークス       | G3 | AW7f   | 1着  | C.ナカタニ     | 7馬身3/4 | （Kobe's Back）        |
| 0000.12.14 | ハリウッドパーク   | キャッシュコールフューチュリティ     | G1 | AW8.5f | 1着  | C.ナカタニ     | 5馬身3/4 | （Candy Boy）          |
| 2014.05.26 | ゴールデンゲート   | アローワンス                         |    | AW6f   | 1着  | R.ベイズ       | 4馬身1/4 | （Ourwestcoastghost）  |
| 0000.07.05 | ロスアラミトス     | ロスアラミトスダービー               | G2 | ダ9f   | 1着  | M.スミス       | 1馬身1/4 | （California Diamond） |
| 0000.08.24 | デルマー           | パシフィッククラシック               | G1 | AW10f  | 1着  | M.スミス       | 2馬身3/4 | （Toast of New York）  |
| 0000.09.27 | サンタアニタ       | オーサムアゲインステークス           | G1 | ダ9f   | 1着  | M.スミス       | クビ     | （Fed Biz）            |
| 0000.11.01 | サンタアニタ       | BCクラシック                         | G1 | ダ10f  | 4着  | M.スミス       | 3馬身3/4 | Bayern                 |
| 0000.12.26 | サンタアニタ       | マリブステークス                     | G1 | ダ7f   | 1着  | M.スミス       | クビ     | （Conquest Two Step）  |
| 2015.02.07 | サンタアニタ       | サンアントニオ招待ステークス         | G2 | ダ9f   | 1着  | M.スミス       | 1馬身1/2 | （California Chrome）  |
| 0000.03.07 | サンタアニタ       | サンタアニタハンデキャップ           | G1 | ダ10f  | 1着  | M.スミス       | 1馬身1/4 | （Moreno）             |
| 0000.04.18 | チャーチルダウンズ | チャールズタウンクラシックステークス | G2 | ダ9f   | 中止 | M.スミス       | -        | Moreno                 |

## 血統表
| シェアードビリーフの血統   | シェアードビリーフの血統         | シェアードビリーフの血統 | （血統表の出典）    | （血統表の出典） |
| 父系                       | ファピアノ系                     | ファピアノ系             | ファピアノ系        | [ § 2 ]          |
| 父 Candy Ride 1999 鹿毛    | 父の父Ride the Rails 1991 黒鹿毛 | Cryptoclearance          | Fappiano            | Fappiano         |
| 父 Candy Ride 1999 鹿毛    | 父の父Ride the Rails 1991 黒鹿毛 | Cryptoclearance          | Naval Orange        |                  |
| 父 Candy Ride 1999 鹿毛    | 父の父Ride the Rails 1991 黒鹿毛 | Herbalesian              | Herbager            | Herbager         |
| 父 Candy Ride 1999 鹿毛    | 父の父Ride the Rails 1991 黒鹿毛 | Herbalesian              | Alanesian           |                  |
| 父 Candy Ride 1999 鹿毛    | 父の母Candy Girl 1990 栗毛       | Candy Stripes            | Blushing Groom      | Blushing Groom   |
| 父 Candy Ride 1999 鹿毛    | 父の母Candy Girl 1990 栗毛       | Candy Stripes            | *バブルカンパニー   |                  |
| 父 Candy Ride 1999 鹿毛    | 父の母Candy Girl 1990 栗毛       | City Girl                | Farnesio            | Farnesio         |
| 父 Candy Ride 1999 鹿毛    | 父の母Candy Girl 1990 栗毛       | City Girl                | Cithara             |                  |
| 母 Common Hope 1997 黒鹿毛 | 母の父Storm Cat 1983 黒鹿毛      | Storm Bird               | Northern Dancer     | Northern Dancer  |
| 母 Common Hope 1997 黒鹿毛 | 母の父Storm Cat 1983 黒鹿毛      | Storm Bird               | South Ocean         |                  |
| 母 Common Hope 1997 黒鹿毛 | 母の父Storm Cat 1983 黒鹿毛      | Terlingua                | Secretariat         | Secretariat      |
| 母 Common Hope 1997 黒鹿毛 | 母の父Storm Cat 1983 黒鹿毛      | Terlingua                | Crimson Saint       |                  |
| 母 Common Hope 1997 黒鹿毛 | 母の母Sown 1983 栗毛             | Grenfall                 | Graustark           | Graustark        |
| 母 Common Hope 1997 黒鹿毛 | 母の母Sown 1983 栗毛             | Grenfall                 | Primonetta          |                  |
| 母 Common Hope 1997 黒鹿毛 | 母の母Sown 1983 栗毛             | Bad Seed                 | Stevward            | Stevward         |
| 母 Common Hope 1997 黒鹿毛 | 母の母Sown 1983 栗毛             | Bad Seed                 | Rich and Rare       |                  |
| 母系(F-No.)                | 19号族(FN:19)                    | 19号族(FN:19)            | 19号族(FN:19)       | [ § 3 ]          |
| 5代内の近親交配            | 5代内アウトブリード              | 5代内アウトブリード      | 5代内アウトブリード | [ § 4 ]          |
| 出典                       | 1. 2. 3. 4.                      | 1. 2. 3. 4.              | 1. 2. 3. 4.         | 1. 2. 3. 4.      |